# Eskovia
Eskovia es un género de arañas araneomorfas de la familia Linyphiidae. Se encuentra en el norte de Asia y Norteamérica.

## Lista de especies
Según The World Spider Catalog 12.0:
- Eskovia exarmata (Eskov, 1989)
- Eskovia mongolica Marusik & Saaristo, 1999